# Andra kalla kriget

Karta som visar de tre stormakterna i ett hypotetiskt andra kallt krig: USA, Ryssland och Kina.

Världskarta med några av gränslinjerna i det som ibland kallas andra kalla kriget. Blått motsvarar NATO och dess allierade, rött NATO:s "motståndare", medan blekare färger motsvarar mer oklar tillhörighet.

Andra kalla kriget eller nya kalla kriget är benämningar på det internationella konfliktläge som inträtt mellan ett antal stor-/supermakter och ländergrupperingar efter millennieskiftet. Det handlar i första hand om Västvärlden (representerat av G7-länderna) mot Ryssland och Kina. Konflikten har skärpts i en miljö där Sovjetunionen brutits upp, Kinas ekonomiska och militära makt stärkts, samarbetet inom EU fördjupats och Arabiska våren utsatt både Europa, Mellanöstern och Afrika för ökade påfrestningar.

## Utveckling

### Bakgrund
Efter Sovjetunionens upplösning uppträdde ett maktvakuum där USA var den enda kvarvarande supermakten. Ryssland drabbades av interna slitningar, som första och andra Tjetjenienkriget, medan militant islamism ledde till terrorism på internationell nivå. Länder som Ukraina och Jugoslavien upplevde inre oroligheter eller inbördeskrig, medan USA efter 11 september-attackerna 2001 startade ett krig mot den internationella terrorismen.
Efter att Kosovokriget slutat med Natos flygbombningar av Jugoslavien 1999, började relationerna mellan NATO och Ryssland alltmer försämras. Den 1 januari år 2000 tillträdde Vladimir Putin som Rysslands president, och de kommande åren skaffade sig hans regim en allt stadigare kontroll över den sovjetiska reststaten Ryska federationen. En lönsam råvaruexpert gav resurser till ett ekonomiskt återuppbyggande av landet, samtidigt som landet återkommande ägnade sig åt att stötta ryska intressen med militära eller andra medel i andra före detta sovjetrepubliker.

### Nytt kallt krig
Under 2010-talet skärptes konflikten mellan "väst" och "öst" åter, sedan Ryssland ockuperat delar av Ukraina och redan tidigare tagit den faktiska kontrollen över delar av Georgien och Moldavien. Detta eskalerade 2022, sedan Rysslands utökade invasion av Ukraina lett till omfattande stöd från de flesta västländer till Ukrainas försvar. De allt mer omfattande sanktionsåtgärderna mellan Ryssland och västländerna etablerade en ny järnridå, med nedfrusen handel, upprivna affärssamarbeten och blockerade massmedier.
Efter Berlinmurens fall har Kina blivit en allt viktigare exportör av både basvaror och teknik på global nivå, vilket stärkt landets ekonomi. Man har även gjort stora investeringar i Afrika, för att både säkra råvaruleveranser till den kinesiska industrin och öka sitt politiska inflytande runt Indiska oceanen. Under samma tid har de tidigare afrikanska kolonialmakterna Storbritannien och Frankrike varit upptagna av europeisk politik, både förorsakad av EU:s utbyggnad och expansion österut och av påfrestningar efter finans- och flyktingkriser. Kina har allt hårdare integrerat Hongkong och Macao i sin fastlandspolitik, och man hävdar starkt sin överhöghet över Xinjiang, Sydkinesiska havet och Taiwan.
Det ökade spänningsläget i Europa ledde i maj 2022 till att Finland och Sverige ansökte om medlemskap i Nato. Därefter inträdde länderna i organisationen i april 2023 respektive mars 2024.